# 格罗斯莫恩国家公园
格罗斯莫恩国家公园（英語：Gros Morne National Park）是加拿大纽芬兰与拉布拉多的一座国家公园，位于纽芬兰岛西岸。公园全境1,805平方公里，是加拿大大西洋省份第二大的国家公园。公园名字来源于公园内的纽芬兰第二高峰——格罗斯莫恩山。格罗斯莫恩（Gros Morne）源自法语，字面意为“非常孤独”，在这里表示“孤独站立的大山”。格罗斯莫恩国家公园是大陆漂移的稀少例证，这里裸露着深海地面以及地幔的岩石。公园于1973年建为国家公园保留地，2005年正式成为国家公园。